# Coastal Grand Mall
 (janvier 2018).
Le Coastal Grand Mall est un centre commercial américain situé à Myrtle Beach, en Caroline du Sud. Il a ouvert en 2004.